# Mugen Spiral
Mugen Spiral (夢幻スパイラル Mugen Supairaru?) là một manga 2 tập được viết bởi Mizuho Kusanagi. Truyện được xuất bản lần đầu vào năm 2004 bởi Nhà xuất bản Hakusensha, Nhật Bản. Ở Việt Nam, truyện được Nhà xuất bản Văn hóa thông tin phát hành với tên là "Ảo mộng tình yêu". Truyện tập trung vào mối quan hệ giữa Yayoi - một pháp sư và hoàng tử của Âm giới Ura - người đến để cướp đi sức mạnh của Yayoi. Yayoi đã sử dụng năng lực của mình để phong ấn sức mạnh của Ura và Ura tiếp tục ở lại với Yayoi để cố gắng lấy sức mạnh của cô và phá vỡ phong ấn, sau đó họ yêu nhau. Tokyopop đã xuất bản bản tiếng Anh ở Bắc Mỹ.

## Cốt truyện
Yayoi là một pháp sư với nhiều sức mạnh, bị tấn công bởi Ura, người con trai điều khiển sét của tên vua quỷ đang hấp hối. Sử dụng chuỗi hạt của thần mèo phong ấn Ura vào cơ thể của một con mèo, Yayoi mới đánh bại được hắn. Mặc dù hắn là kẻ thù của cô, nhưng cô vẫn mang con mèo về nhà mình.
Ura có thể trở lại hình người nếu chiếc vòng bị tháo ra. Yayoi cũng có thể đưa hắn trở lại hình thù quỷ thật sự của hắn nếu phá đi một trong 54 hạt trong chuối hạt, tuy nhiên để phá bỏ phong ấn thì cả 54 hạt đều phải bị phá.

## Nhân vật
- Yayoi, 16 tuổi, là thế hệ thứ 78 của dòng họ pháp sư Suzaku. Mồ côi sau khi bố mẹ chết trong khi cố gắng phong ấn những linh hồn tội ác, Yayoi vẫn có được sức mạnh tinh thần lớn và vẫn tập trung vào công việc pháp sư của mình. Khi Ura tấn công nhằm chiếm đoạt sức mạnh của cô, cô đã phong ấn hắn vào cơ thể của một con mèo.Sau đó, cô mang con mèo đó về để làm bạn với mình (người bạn duy nhất). Dù Ura có tỏ ra thô lỗ, nhưng cô vẫn thấy thích thú ở hắn và muốn hắn đi cùng trong cuộc hành trình của mình.
- Ura là con trai của vua quỷ hiện tại. Hắn tấn công Yayoi để chiếm đoạt sức mạnh chữa bệnh của cô để cứu người cha đang hấp hối của mình. Yayoi sử dụng chuối hạt của thần mèo để phong ấn Ura và nhốt hắn trong hình dáng của một con mèo đen, khi đeo chuỗi hạt, và hình người khi không đeo. Khi ở 2 hình thái mèo và người, hắn đều quyết lấy được sức mạnh của Yayoi. Ura vẫn đi theo Yayoi sau khi bị phong ấn và coi cô như là con mồi của hắn và bảo vệ cô khỏi những con quỷ khác. Dù có vẻ rất thô lỗ, nhưng thực ra Ura có một trái tim đầy tình cảm và rất quan tâm tới những người mà hắn yêu. Điều mà Ura ghét nhất là Yayoi có thể nhìn thấu hắn và hiểu được cảm xúc của hắn. Hắn cũng thường trêu chọc Yayoi bởi đó là điểm yếu của cô (đứng trước con trai thì cô mất sạch nghị lực)
- Hakuyo là em họ của Ura, người mà luôn muốn Ura lên ngôi để có thể được nuông chiều. Khi Hakuyo, Ura và Ouga còn nhỏ, Hakuyo đã hứa trở thành "vợ" của Ouga, và Ura, sau khi họ hoàn thành cuộc kiểm tra của người mẹ xem họ có quyền được lựa chọn cô dâu của mình không. Khi tới thế giới thực để tìm Ura, Hakuyo rất muốn giúp giết Yayoi để Ura có thể được tự do khỏi phép thuật của cô. Nhưng cuối cùng hắn lại thân mật với Yayoi và giúp cô thoát khỏi cạm bẫy của Ouga.
- Ouga là em trai của Ura. Dù rất yêu quý Ura thì Ouga vẫn tỏ ra ghen tị với anh mình do được bố mẹ yêu quý hơn. Ouga sử dụng sức mạnh bóng tối nhằm giết anh và cha mình. Ouga khiến cho cha mình bị mắc bệnh và sau đó bắt cóc Yayoi và sử dụng cô như là một con mồi để dụ Ura. Khi Ouga tiếp tục sử dụng sức mạnh bóng tối, sức mạnh này đã phản lại Ouga. Các linh hồn muốn lấy mạng Ouga. Muốn có sức mạnh nên lấy đi sinh mạng của nhiều người, vì thế các giá phải trả sẽ rất đắt; do đó nó là phép thuật bị cấm, sử dụng phép thuật này đồng nghĩa với việc tự đưa mình vào ngõ cụt của Âm giới. Ouga bị bao phủ và lún sâu trong bóng tối, Yayoi và Ura đã kéo anh ta lên, nhưng sau đó một con quỷ vô danh đã mang hắn đi trong khi hắn vẫn bất tỉnh.